# Reactiu de Fehling
El reactiu de Fehling, també anomenat licor de Fehling, s'utilitza com a reactiu per a la determinació de sucres reductors, ja que detecta la presència de grups aldehid lliures en el carboni anomèric. Fou desenvolupat pel químic alemany Hermann von Fehling. El reactiu de Fehling és una mescla de dues solucions (Fehling A i Fehling B), la composició de les quals pot variar lleugerament. Per exemple, pot tractar-se de sulfat de coure (II) (CuSO₄) 0,25M (Fehling A) i d'una dissolució alcalina de tartrat de sodi i potassi (Fehling B).
El reactiu, inicialment blau fosc, en reacció amb els aldehids forma un precipitat vermell (l'òxid de coure), per la qual cosa serveix per a detectar-los:
R-CHO + 2Cu2+(aq) + 5OH- → RCOO- + Cu₂O(s) + 3H₂O

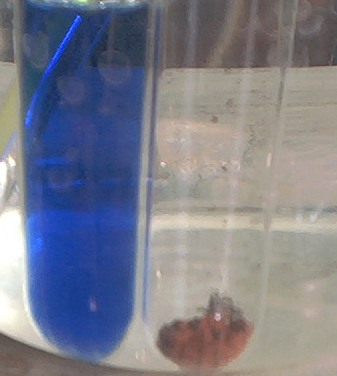
Dos tubs d'assaig amb l'aspecte inicial i final de la reacció de Fehling

Un exemple del seu ús pràctic és la detecció de glucosa en l'orina, per tal de diagnosticar la diabetis.
També té un gran ús en la detecció de compostos orgànics consituïts per midó i glucogen.